# Andrew Steele
Andrew Steele (Withington, Inglaterra, 19 de septiembre de 1984) es un atleta olímpico de Inglaterra que consiguió la medalla de bronce en la prueba de 4x400 metros mixtos en pista durante Juegos Olímpicos de Pekín 2008 junto a Martyn Rooney, Robert Tobin y Michael Bingham. Originalmente acabaron en cuarta posición, pero la descalificación del equipo ruso, debido a que el atleta ruso Denis Alekseyev dio positivo en un test antidopaje.

## Biografía
Se educó en el St Bede's College de Manchester. Es hijo del Dr. Chris Steele, el experto residente en salud de ITV's This Morning.
En 2008, Steele compitió en sus primeros Juegos Olímpicos: Pekín 2008. Corrió un mejor tiempo personal de 44,94 segundos para llegar a la semifinal en el evento individual de 400 m. Como parte del equipo de Gran Bretaña, terminó cuarto en la final del relevo de 4x400 m, a 0,6 segundos de una medalla. Sin embargo, en septiembre de 2016 se confirmó que el equipo ruso, que había derrotado a Gran Bretaña al bronce en esta carrera, había sido descalificado debido a la nueva prueba de la muestra de orina de Denis Alexeev, que dio positivo. En consecuencia, el equipo británico fue ascendido a la posición de medalla de bronce.
Steele pasa unos meses cada entrenamiento de primavera en el Instituto Australiano del Deporte, en Canberra.
Es jefe de producto de DNAFit, una startup de pruebas de ADN.

## Palmarés internacional
| Juegos Olímpicos | Juegos Olímpicos | Juegos Olímpicos  | Juegos Olímpicos    |
| Año              | Lugar            | Medalla           | Prueba              |
| ---------------- | ---------------- | ----------------- | ------------------- |
| 2008             | Pekín ( China)   | Medalla de bronce | 4x400 metros mixtos |